# 세인트 프레드릭 요새

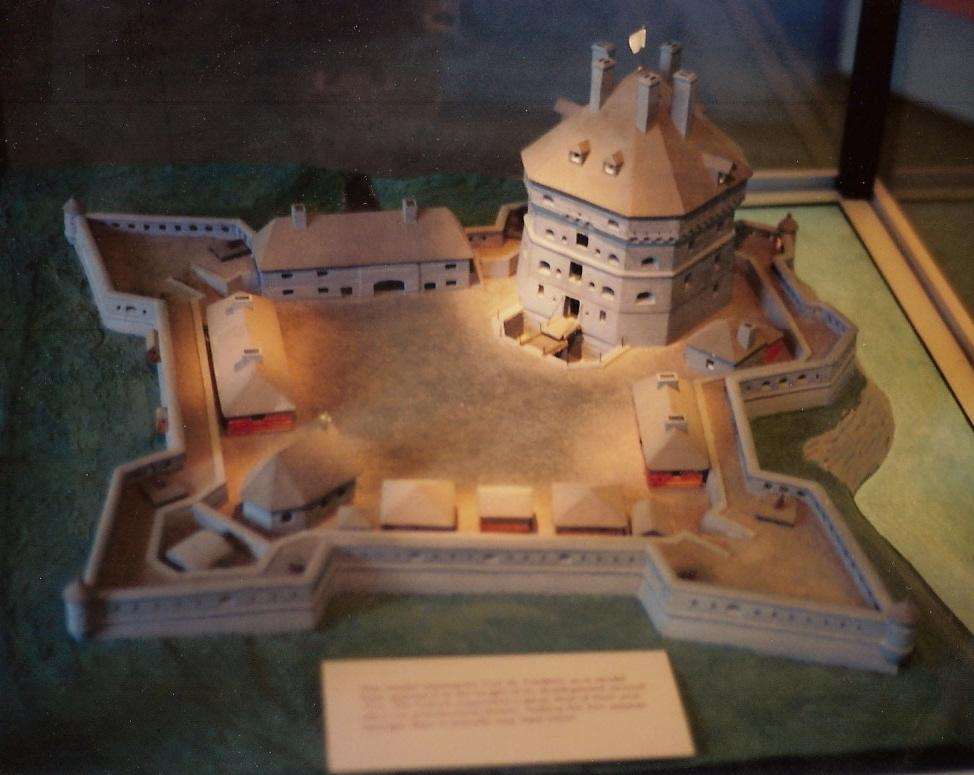
세인트 프레드릭 요새의 모형

세인트 프레드릭 요새(Fort Saint-Frédéric) 챔플레인 호수가에 세워진 프랑스군 요새로 영국 식민지 지역에 대항해 주변 지역의 안전을 확보하고 호수를 통제하기 위해 세워졌다. 세인트 프레드릭 요새는 뉴욕의 크라운 포인트 타운에 있는 현대의 버몬트 호수건너 현대의 뉴욕주에 위치하고 있다. 1734년에 건설이 시작된 그 요새는 1759년 제프리 애머스트 장군이 이끄는 대규모 영국군(1만명 이상) 공격에 의해 공격을 받아 함락되어 파괴되었다.
영국군은 세인트 프레드릭 요새 옆에 기습을 받지 않았던 더 큰 규모의 크라운 포인트 요새를 건설했다. 주변의 작은 요새들은 1775년 미국 독립 전쟁의 초기에 크라운 포인트 요새가 함락된 직후 함락되었다. 크라운 포인트에 있는 이 요새들은 1910년 크라운 포인트 주립 유적지로 보존되어 있으며, 두 유적지 모두 국립 역사 랜드마크이다.